# Route nationale 3 (Argentine)
Pour les articles homonymes, voir Route nationale 3.
La route nationale 3 est une route argentine, qui unit les provinces de Buenos Aires, de Río Negro, de Chubut, de Santa Cruz et de Terre de Feu, Antarctique et Îles de l'Atlantique Sud. Elle s'étend depuis les boulevards de ceinture de la ville de Buenos Aires jusqu'au pont sur le río Lapataia en Terre de Feu, sur une distance de 3 074 km. La route est asphaltée jusqu'à l'extrême sud de la Province de Santa Cruz.
Cette route est interrompue entre les km 2 674 et 2 696, à cause du détroit de Magellan. Le passage entre les provinces de Santa Cruz et de Terre de Feu, Antarctique et Îles de l'Atlantique Sud se fait par le territoire chilien, au moyen des routes CH-255 et CH-257 sur 57 km au nord du détroit et de 148 kilomètres supplémentaires au sud de ce dernier. La traversée du détroit de Magellan se fait en 20 minutes par un ferry qui parcourt 4,65 km.
À la suite du décret 1931 du 3 août 1983, cette route porte le nom de Comandante Luis Piedra Buena au sud de la route nationale 22, c'est-à-dire à partir du km 719.

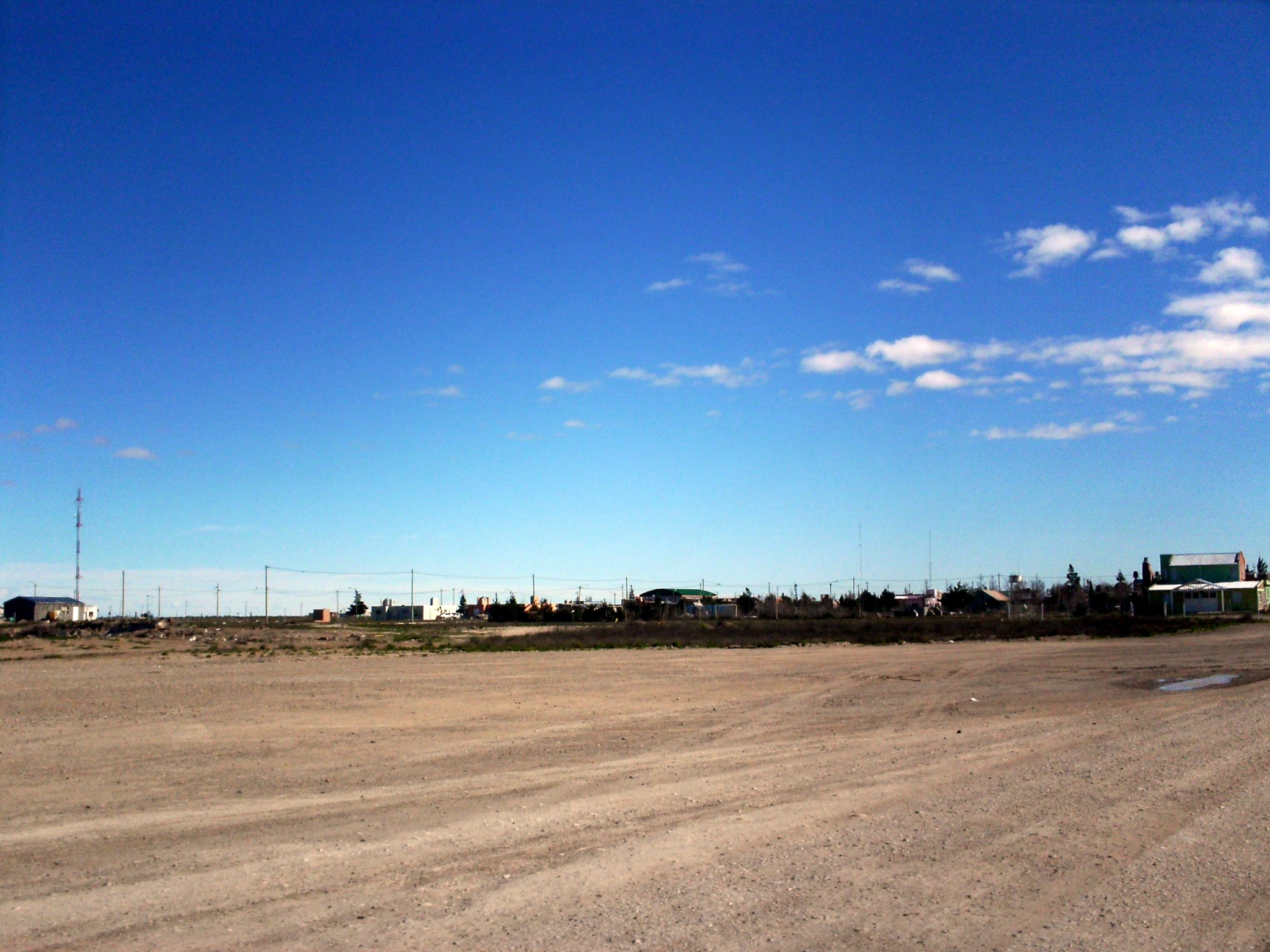
Le village de Fitz Roy depuis la route 3.
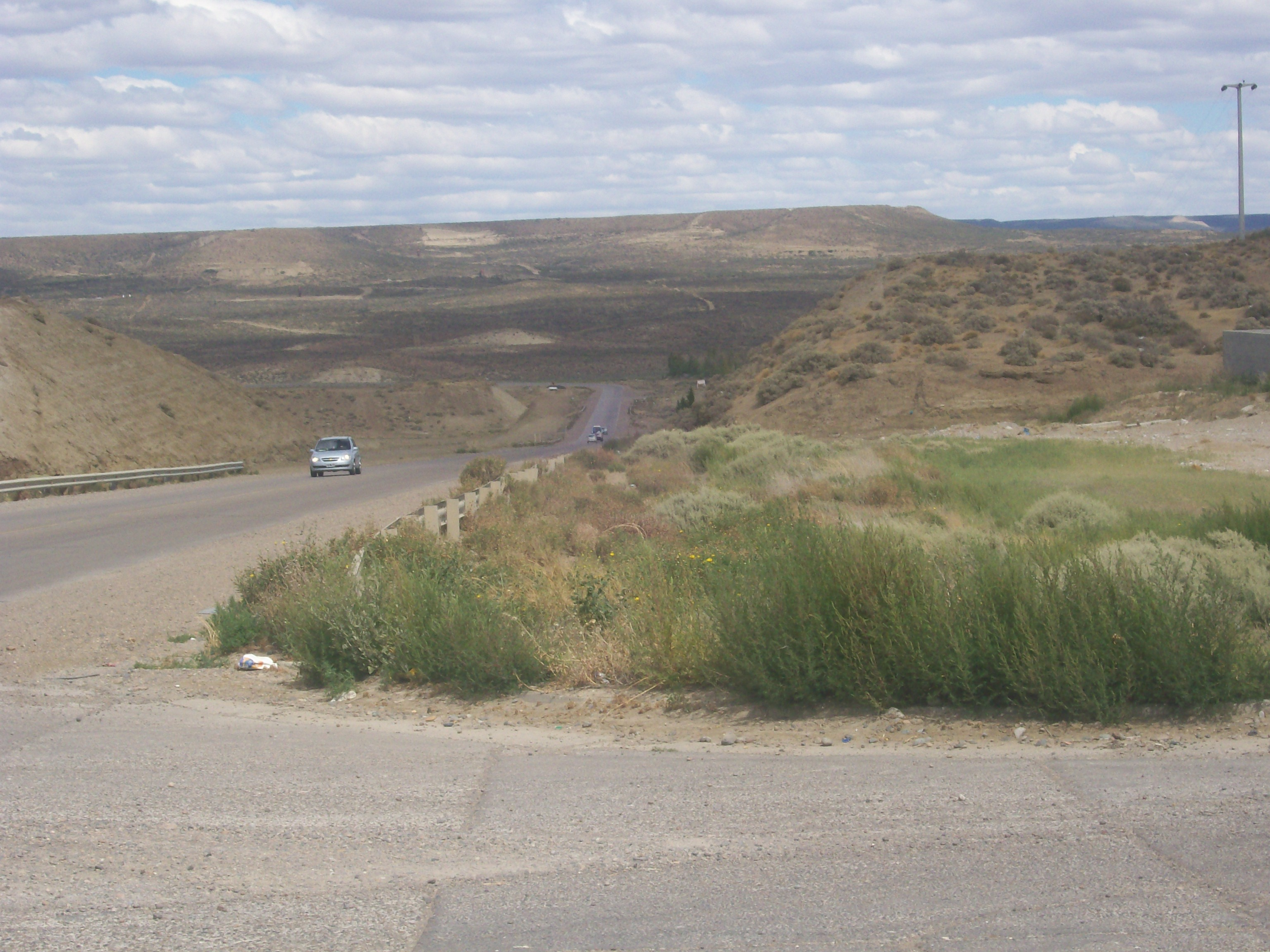
La route 3 vue de la zone industrielle de Caleta Olivia.
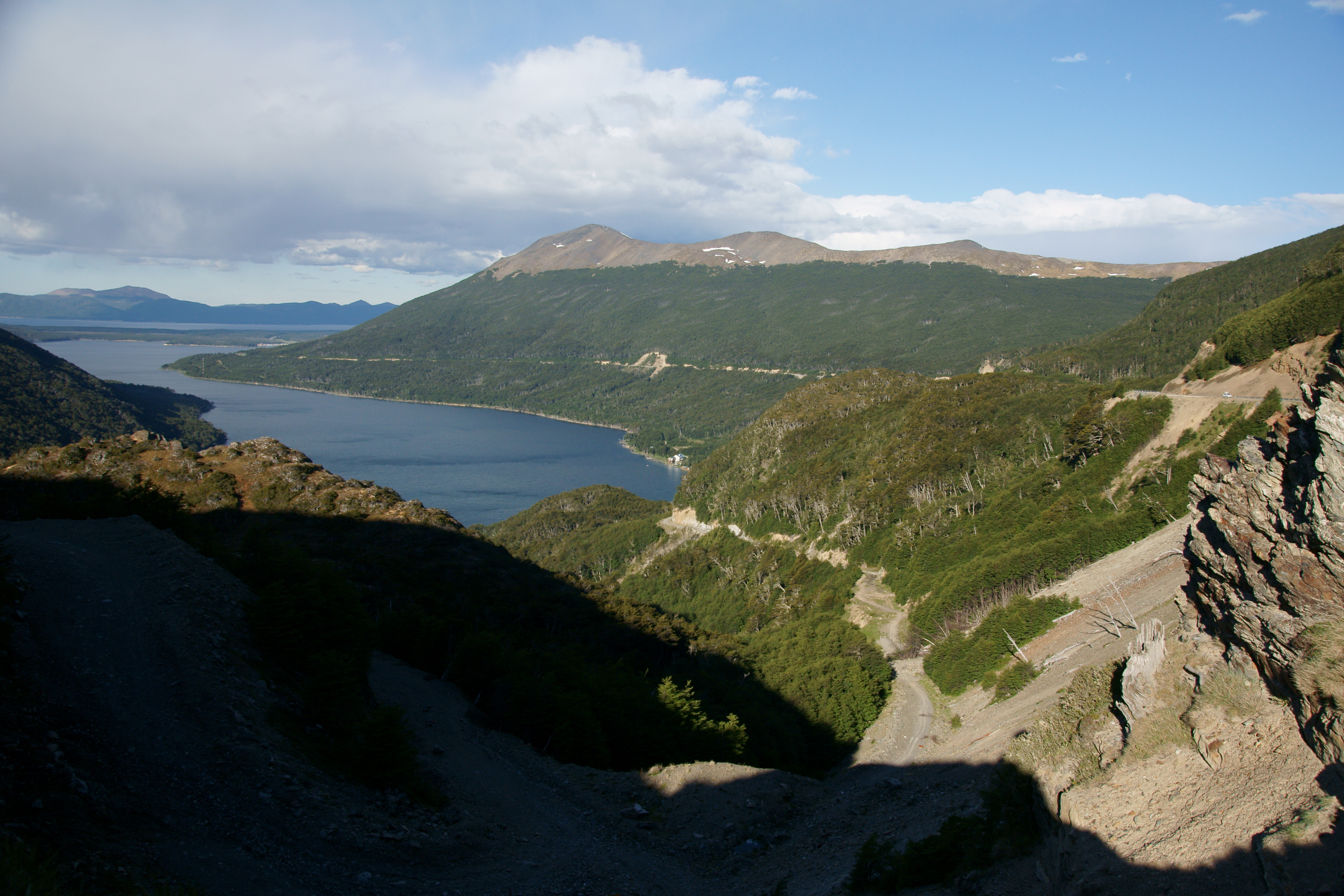
En Terre de Feu, la route nationale 3 vue depuis le passage Garibaldi.
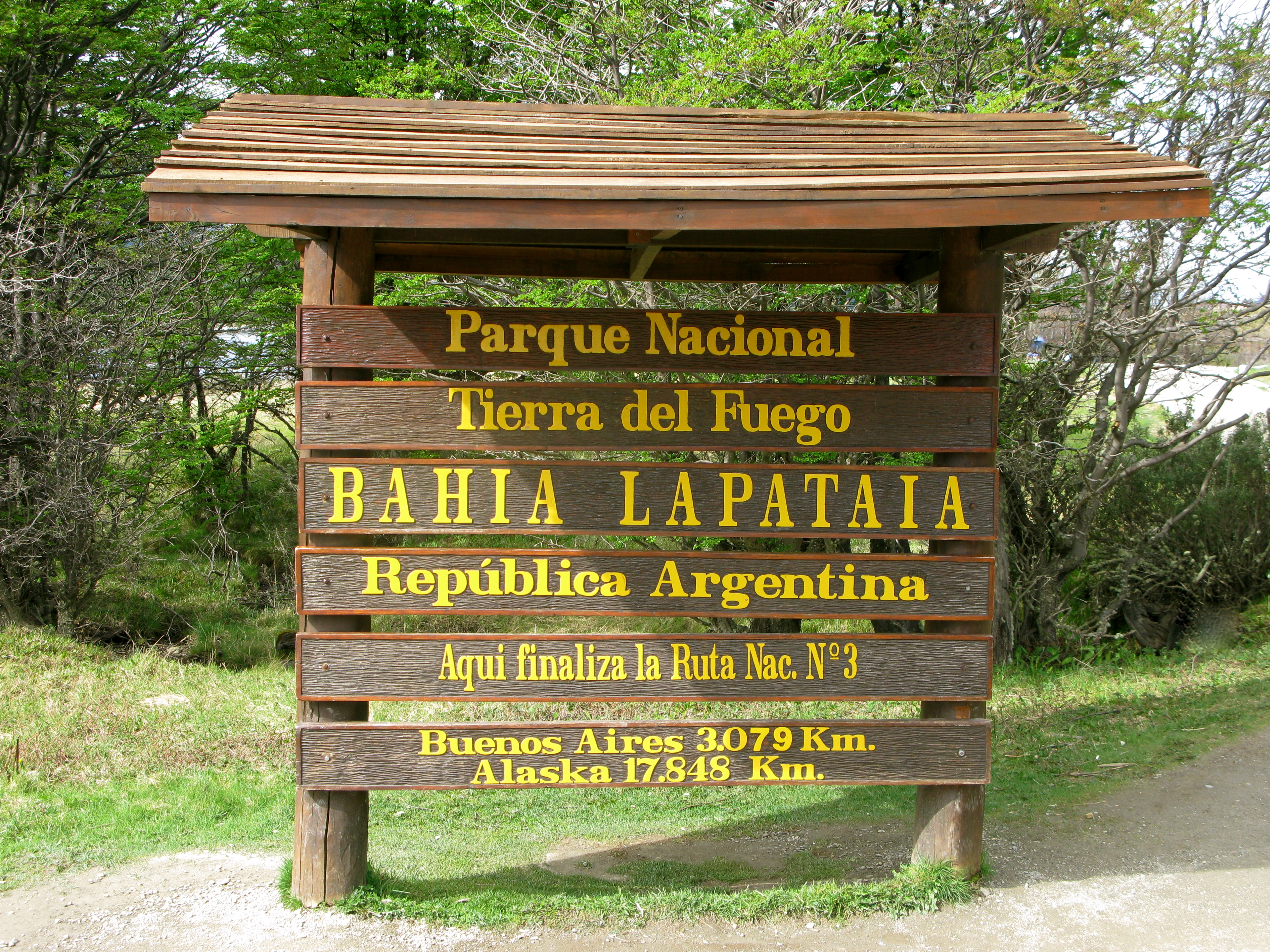
Fin de la route nationale 3 en Terre de Feu.